# Papparapatti (Salem)
Papparapatti es una ciudad censal situada en el distrito de Salem en el estado de Tamil Nadu (India). Su población es de 9592 habitantes (2011). Se encuentra a 17 km de Salem y a 46 km de Erode.

## Demografía
Según el censo de 2011 la población de Papparapatti era de 9592 habitantes, de los cuales 4940 eran hombres y 4652 eran mujeres. Papparapatti tiene una tasa media de alfabetización del 69,70%, inferior a la media estatal del 80,09%: la alfabetización masculina es del 77,23%, y la alfabetización femenina del 61,78%.